# Ilex guaramacalensis
Ilex guaramacalensis är en järneksväxtart som beskrevs av Cuello och Aymard. Ilex guaramacalensis ingår i släktet järnekar, och familjen järneksväxter. Inga underarter finns listade i Catalogue of Life.